# Siegel New Hampshires
Das Siegel des US-Bundesstaats New Hampshire wurde im Jahr 1931 als offizielles Siegel angenommen.

## Beschreibung

Flagge New Hampshires

Das Siegel New Hampshires zeigt das im Jahr 1776 in der Stadt Portsmouth gebaute Schiff USS Raleigh, eines der ersten 13 Kriegsschiffe, die im Auftrag des Continental Congress für die neue US-amerikanische Marine gebaut wurde.
Auf dem äußeren Ring des Siegels ist der Schriftzug Seal of the State of New Hampshire (Siegel des Staates New Hampshire) und die Jahreszahl 1776 zu sehen.
Das Siegel findet sich in abgewandelter Form wieder in der Flagge New Hampshires.

## Varianten

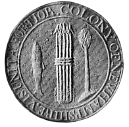
Kolonialsiegel
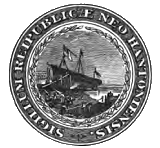
1904